# Ceramica Flaminia-Fondriest/2013
Deze pagina geeft een overzicht van de Ceramica Flaminia-Fondriest-wielerploeg in 2013. 

## Algemene gegevens
Algemeen manager: Roberto Marrone
Ploegleiders: Simone Borgheresi, Riccardo Forconi
Fietsmerk: Fondriest
Budget: niet bekend

## Renners
| Naam                          | Geboortedatum | Nationaliteit    | Ploeg 2012                              |
| ----------------------------- | ------------- | ---------------- | --------------------------------------- |
| Manuel Amaro                  | 27-11-1990    | Portugal         | Carmin-Prio                             |
| Filippo Baggio                | 05-06-1988    | Italië           | Utensilnord-Named                       |
| Alfredo Balloni (vanaf 22/05) | 20-09-1989    | Italië           | Farnese Vini-Neri Sottoli               |
| António Barbio                | 16-12-1993    | Portugal         | Neo                                     |
| Nicola Dal Santo              | 14-11-1988    | Italië           | Miche-Guerciotti                        |
| Matteo Fedi                   | 11-11-1988    | Italië           | Utensilnord-Named                       |
| Andrea Fedi                   | 29-05-1991    | Italië           | Neo                                     |
| Ilya Gorodnichev              | 09-05-1987    | Rusland          | Neo                                     |
| Andrea Manfredi               | 10-02-1992    | Italië           | Neo                                     |
| Davide Mucelli                | 19-11-1986    | Italië           | Utensilnord-Named                       |
| Pedro Paulinho (tot 31/05)    | 27-05-1990    | Portugal         | Neo                                     |
| Andrea Piechele (vanaf 22/06) | 29-06-1987    | Italië           | Geen                                    |
| Rafael Reis                   | 15-07-1992    | Portugal         | Neo                                     |
| Ivan Rovny                    | 30-09-1987    | Rusland          | Team RusVelo                            |
| Antonio Santoro               | 13-09-1989    | Italië           | Androni Giocattoli-Venezuela            |
| Filippo Savini (tot 07/06)    | 02-05-1985    | Italië           | Colnago-CSF Inox                        |
| Rob Squire (tot 07/06)        | 01-04-1990    | Verenigde Staten | Chipotle - First Solar Development Team |

## Overwinningen
| Ronde van Slowakije 3e etappe: Andrea Fedi Portugees kampioen, Beloften Winnaar: Rafael Reis (ITT) Ronde van de Apennijnen Winnaar: Davide Mucelli |

2013